# Henri Benoît Stuart
Pour les articles homonymes, voir Henry Stuart et Stuart.
Succession
Prétendant aux trônes d'Angleterre
d'Écosse et d'Irlande
31 janvier 1788 – 13 juillet 1807
(19 ans, 5 mois et 12 jours)
Henri Stuart, né le 6 mars 1725 à Rome, et mort le 13 juillet 1807, prétendant jacobite aux trônes d'Angleterre, d'Écosse et d'Irlande, et cardinal-duc d'York, est le second fils de Jacques Stuart et de Clémentine Sobieska. Les jacobites, ses partisans, l'ont proclamé à partir de 1788 « Henri IX, roi d'Angleterre, d'Écosse, de France et d'Irlande », mais il était plus couramment nommé le « cardinal-duc d'York ».

## Biographie

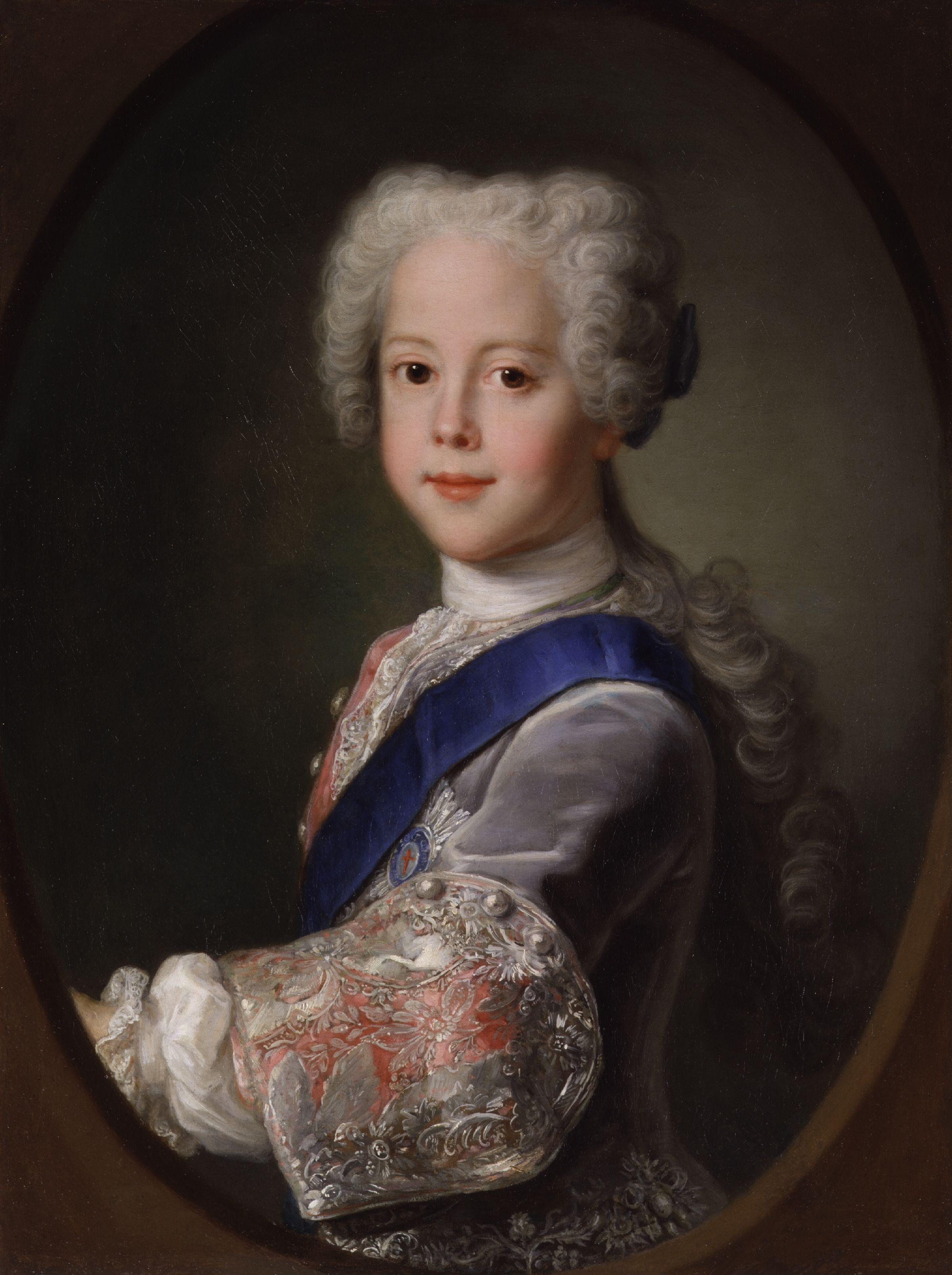
Le jeune prince Stuart.

### Jeunesse
Le prince Henri nait au palais Stuart à Rome le 6 mars 1725. Il est baptisé le jour même par le pape Benoît XIII sous le nom de Henry Benedict Thomas Edward Maria Clement Francis Xavier Stuart et titré duc d'York. Il est le second fils Jacques Stuart (1688-1766) et de son épouse Marie-Clémentine Sobieska (1702-1735). Son père est le prétendant jacobite aux trônes britanniques, devant les échecs répétés des tentatives de restauration, il s'installe à Rome, avec le soutien et la protection du pape. Sa mère est la petite-fille du roi de Pologne Jean III Sobieski.
Henri Stuart part pour la France en 1745 afin d'aider son frère, le prince Charles Stuart, à préparer la campagne militaire jacobite pour reprendre les trônes d'Angleterre et d'Écosse. Après leur défaite, il retourne en Italie.
Le 3 juillet 1747, à l'occasion d'un consistoire spécial, le pape Benoît XIV le crée cardinal-diacre de Santa Maria in Portico. Il est ordonné prêtre le 1er septembre 1748 et est finalement fait archevêque titulaire de Corinthe le 2 octobre 1758 par le pape Clément XIII. Le 13 juillet 1761, il est nommé cardinal-évêque au titre suburbicaire de Frascati près de Rome, où il vit et travaille consciencieusement pendant de nombreuses années. Il se rend chaque après-midi en carrosse à Rome, où sa fonction de vice-chancelier l'appelle.
Ses revenus sont alors extrêmement importants. Ils proviennent des nombreux bénéfices ecclésiastiques dont il jouit, notamment des abbayes en Flandre, en Espagne ou même à Naples. Rien qu'en France, ils s'élèvent à 40 000 livres sterling de l'époque. Il tient également des sinécures aux Amériques espagnoles. Les terres qu'il possède au Mexique ont ainsi largement contribué à son revenu.
Henri est le dernier prétendant au trône britannique à toucher les malades atteints par les écrouelles.

### Prétendant au trône
En 1784, lorsque son frère, le prince Charles, tombe gravement malade, Henri affirme vouloir conserver son titre de cardinal-duc d'York, même s'il devient roi. À la mort de son frère, le 31 janvier 1788, le cardinal Stuart se considère lui-même comme le roi Henri IX d'Angleterre et Henri Ier d'Écosse. Malgré ses prétentions publiques au trône, Henri reste un homme paisible, soucieux de ses devoirs, hôte généreux et apprécié de ses nombreux visiteurs à Rome, anglais ou écossais, catholiques ou protestants. Il est le dernier descendant en ligne directe masculine du roi d'Angleterre Jacques II Stuart, et le dernier prince à prétendre publiquement aux trônes de Grande-Bretagne.

### Dernières années
En tant qu'abbé d'Anchin, on s'adresse encore à lui comme à « Sa Majesté le roi de Grande-Bretagne » à la veille de la Révolution française. Tel est le titre qu'Henri prend dans ses actes et dans ses relations.

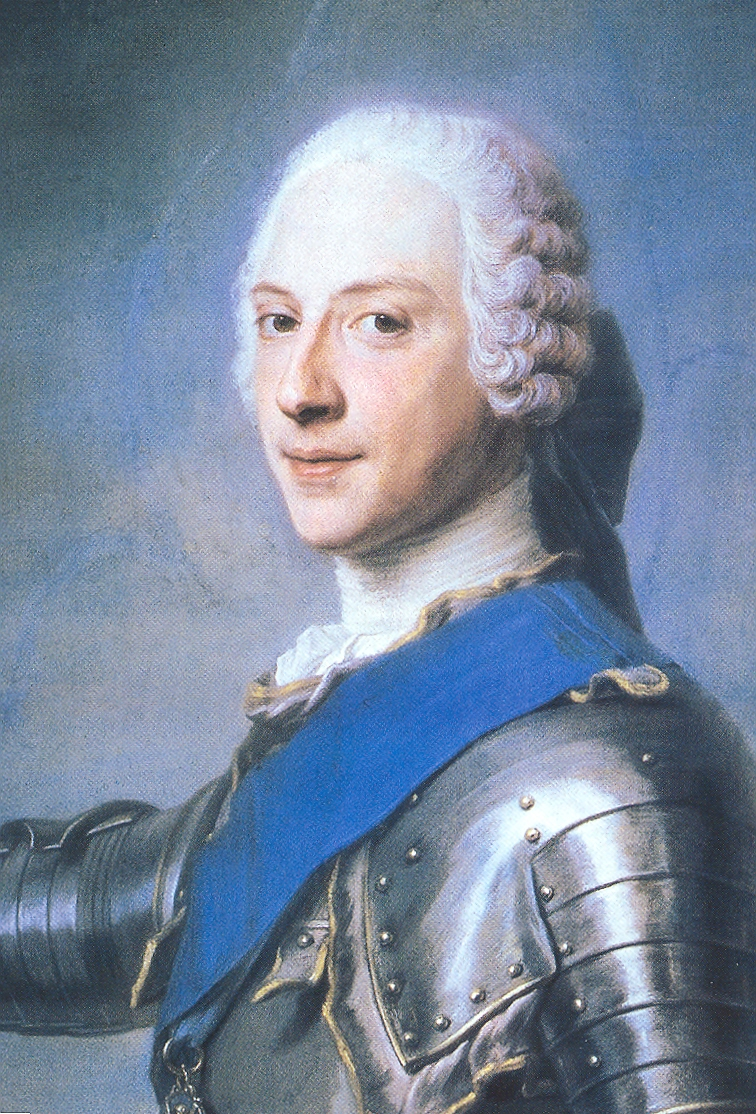
Le prince Henri Stuart par Quentin de La Tour.

Par le décret du 28 octobre 1790, Henri perd tous ses bénéfices en France, et notamment l'abbaye d'Anchin, déclarée bien national dont il est le 6e abbé commendataire. Il est aussi le dernier abbé de l'abbaye de Saint-Amand. Il sacrifie de nombreuses richesses pour venir en aide au pape Pie VI. Il est finalement réduit à la pauvreté par les Français à la suite de la confiscation de ses propriétés de Frascati. Il s'embarque alors pour Padoue, puis pour Venise, pour le conclave de 1800, qui élit le pape Pie VII.
L'ambassadeur britannique à Venise négocie alors le versement au cardinal Stuart d'une rente annuelle de 4 000 livres sterling, de la part de Georges III. La maison de Hanovre présente ce geste comme un acte de charité, mais Henri Stuart, comme ses partisans, n'y voient qu'une première restitution de l'héritage dont il a été floué par ses cousins Hanovre. En fait, pendant de nombreuses années, le gouvernement britannique a promis de lui restituer la dot de sa grand-mère, Marie de Modène, sans jamais s'exécuter.
Henri retourne ensuite à Frascati, et, en septembre 1803, devient doyen du Collège des cardinaux et ainsi cardinal-évêque d'Ostie et Velletri, tout en continuant à résider à Frascati. Il y meurt le 13 juillet 1807. La durée de son cardinalat, 60 ans et 10 jours, est le plus long de l'histoire de l'Église catholique romaine.

### Succession
D'après son testament, qu'il signe « Henry R », ses prétentions à la couronne britannique passent à son plus proche parent, le roi de Sardaigne Charles-Emmanuel IV.
Henri Stuart, ainsi que ses frère et père, sont enterrés dans la crypte de la basilique Saint-Pierre de Rome. Le monument des Stuart, œuvre du sculpteur Antonio Canova, orne l'un des piliers de la  basilique. Ce monument a été restauré aux frais de la mère d'Élisabeth II, la reine-mère Elizabeth Bowes-Lyon. En 1938, lorsque les corps ont été déplacés, un nouveau sarcophage a été utilisé. Il est admis qu'il a été offert par le roi Georges VI.

## Succession apostolique
Henri Benoît Stuart a ordonné les évêques suivants :
- Évêque Giovanni Domenico Santucci (1758)
- Évêque Charles-François de Pélissier de Saint-Ferréol (1758)
- Archevêque Domenico Rovegno (1759)
- Évêque Ignazio Savastano (1759)
- Évêque Giuseppe Maria Foschi (1759)
- Archevêque Francesco Saverio Mastrilli, C.R. (1759)
- Évêque Giovanni Battista Mami (1760)
- Évêque Francesco Maria Pasini (1760)
- Évêque Anselmo Cattich (it) (1760)
- Archevêque Ottavio Antonio Baiardi (1761)
- Archevêque Carlo Parlati, C.P.O. (1761)
- Archevêque Matteo Gennaro Testa Piccolomini (it) (1761)
- Évêque Filippo Amadei (1762)
- Archevêque Giovanni Domenico Mansi, Sch.P. (1764)
- Évêque Giovanni Battista Orsi (1764)
- Évêque Michele Tafuri (1765)
- Évêque François Maria Collet, S.I. (1766)
- Archevêque Joseph-Simonius Assemani (1766)
- Évêque Vitale Giuseppe de' Buoi (1767)
- Évêque Giuseppe Maria Sisto y Britto (it), C.R. (1768)
- Évêque Angelo Maria Zuccari (1768)
- Cardinal Marcantonio Marcolini (1769)
- Évêque Nicola Bizarri (1769)
- Archevêque Bonaventura Prestandrea, O.F.M.Conv. (1769)
- Évêque Bartolomeo Olivazzi (1769)
- Évêque Agostino Gorgoni (1770)
- Archevêque Francesco Ferdinando Sanseverino (it), C.P.O. (1770)
- Archevêque Agostino Gervasio (it), O.E.S.A. (1770)
- Évêque Giovanni Battista de Pergen (it) (1770)
- Archevêque Luigi del Giudice (it), O.S.B.Coel. (1770)
- Archevêque Martino Bianchi (1770)
- Évêque Giacomo Maria de Tarsia, O.M. (1770)
- Archevêque Tomás de Azpuru Ximénez (1770)
- Évêque Matthieu François Antoine Philippe Guasco, O.F.M.Obs. (1770)
- Évêque Nicolas Stefanini (1770)
- Cardinal Giovanni Ottavio Manciforte Sperelli (1771)
- Évêque Corrado Maria Deodato Moncada (it) (1773)
- Évêque Giuseppe Bernardino Pecci, O.S.B. (1774)
- Patriarche Giovanni Francesco Guidi di Bagno-Talenti (it) (1775)
- Cardinal Gennaro Antonio de Simone (1775)
- Cardinal Ignazio Busca (1775)
- Évêque Francesco de Lauria (1775)
- Cardinal Nicola Colonna di Stigliano (1776)
- Cardinal Andrea Corsini (1776)
- Évêque Carlo Zangari (1780)
- Cardinal Paolo Francesco Antamori (1781)
- Évêque Étienne-André-François de Paule de Fallot de Béaupré de Beaumont (1782)
- Archevêque Ottavio Boni (1783)
- Évêque Ottavio Angelelli (1785)
- Évêque Teodoro Giacomo Filippo Luvini, O.F.M.Cap. (1785)
- Cardinal Ippolito Antonio Vincenti Mareri (1785)
- Archevêque Spiridione Berioli (it) (1787)
- Archevêque Alessandro Tommasini (it) (1792)
- Évêque Giovanni Battista Marchese (1792)
- Évêque Giovanni Luca Solari (1792)
- Pape Léon XII (1794)
- Cardinal Michele Di Pietro (1794)
- Cardinal Giovanni Battista Bussi de Pretis (1794)
- Archevêque Angelico Benincasa (it), O.F.M.Cap. (1796)
- Évêque Gregorio Boari, O.F.M.Cap. (1797)
- Archevêque Francesco Saverio Bassi (it), O.S.B. (1797)
- Archevêque Giovanni Coppola (1800)
- Patriarche Benedetto Fenaja (de), C.M. (1800)
- Évêque Francesco Maria Cioja (1800)
- Évêque Angiolo Cesarini (1801)
- Cardinal Lorenzo Caleppi (1801)
- Cardinal Francesco Bertazzoli (1802)
- Archevêque Dionisio Ridolfini Conestabile (1802)

### Sources
- (en) Cet article est partiellement ou en totalité issu de l’article de Wikipédia en anglais intitulé « Henry Benedict Stuart » (voir la liste des auteurs).